# Chartwell Retirement Residences
Chartwell Retirement Residences est une société de placement immobilier canadienne fondée en 2003. Elle opère des résidences pour personnes âgées au Québec, en Ontario, en Alberta et en Colombie-Britannique. En date du 31 mars 2018, l'entreprise possède un total de 181 installations comprenant 25 172 suites . Il s'agit de la plus grande société de placement immobilier pour personnes âgées du Canada. 
En 2017, le chiffre d'affaires de l'entreprise a été de 796,34 millions $ CAD cumulant un bénéfice net de 13,08 millions $ CAD. En date du 25 juin 2018, la capitalisation boursière de Chartwell est de 3,23 milliards $ CAD ayant plus de 3,01 milliards $ CAD d'actifs. En 2018, la valeur de l'entreprise s'élève à environ 5 milliards $ CAD.

## Histoire
La société a été fondée en 2003 par la fusion de JBG Management Inc., Alert Care Corporation et Chartwell Care Corporation formant la nouvelle entité Chartwell Seniors Housing Real Estate Investment Trust. La société a été rebaptisée Chartwell Retirement Residences en 2012.

## Annexe